# Leopold König
Leopold König (Moravská Třebová, 15 de noviembre de 1987) es un ciclista checo que fue profesional entre los años 2006 y 2019.

## Biografía
Leopold König participó en 2004 en los Campeonatos del mundo en Verona. Concluyó 36.º de la carrera en línea junior, ganada por su compañero de selección Roman Kreuziger.
Pasó a profesionales en 2006 con el equipo PSK Whirlpool, donde estuvo hasta 2010. Participó en los Campeonatos del mundo de 2006 en Salzburgo, en Austria, esta vez en categoría sub-23 quedando en la posición 39.º de la carrera en línea.
En 2011, fichó por el equipo continental profesional alemán NetApp. Esa primera temporada tuvo destacadas actuaciones, siendo segundo en la Vuelta a Austria y tercero en el Tour de l'Ain. En 2012 hizo podio (3.º) en el Tour de Utah y ganó una etapa de la Vuelta a Gran Bretaña.
Su progreso continuó en 2013 y en mayo se quedó con la etapa reina del Tour de California. Su mejor actuación llegó en septiembre, en su debut en la Vuelta a España, donde ganó la 8.ª etapa con final en el Alto de Peñas Blancas y terminó 9.º en la clasificación general.
Un año después, su equipo fue invitado al Tour de Francia, y König no dececpionó, acabó en la 7.ª plaza de la general tras una gran última contrarreloj y sobre todo tras su consistencia en las etapas de alta montaña de los Alpes y los Pirineos, donde se mantuvo con los mejores.
Todos estos resultados le valieron para firmar en 2015 por el equipo UCI WorldTeam Team Sky, como gregario para Chris Froome, Bradley Wiggins o Richie Porte. Corrió su primer Giro de Italia ese año donde partió como la principal ayuda de Porte en la montaña. Sin embargo, el abandono del australiano en la segunda semana le dejó como líder del Esquí, acabando 6.º en la general final.
En 2017 regresó al Bora-Hansgrohe, donde apenas compitió por problemas físicos. No disputó ninguna carrera en la temporada 2019, siendo la Tirreno-Adriático 2018 la última prueba en la que se colocó un dorsal.
En febrero de 2020 se convirtió en el director del Tour de la República Checa y la Carrera de la Paz sub-23.

## Palmarés
2010
- 1 etapa del Tour de Bulgaria
- Tour de la República Checa, más 1 etapa
- Oberösterreichrundfahrt, más 1 etapa
- 3.º en el Campeonato de la República Checa Contrarreloj

2011
- 2.º en el Campeonato de la República Checa en Ruta

2012
- 1 etapa de la Vuelta a Gran Bretaña

2013
- 1 etapa del Tour de California
- Tour de la República Checa, más 1 etapa
- 1 etapa de la Vuelta a España

2015
- 2.º en el Campeonato de la República Checa Contrarreloj
- 2.º en el Campeonato de la República Checa en Ruta
- 1 etapa del Tour de la República Checa

2016
- Campeonato de la República Checa Contrarreloj

## Resultados en Grandes Vueltas y Campeonatos del Mundo
Durante su carrera deportiva consiguió los siguientes puestos en las Grandes Vueltas:
| Carrera         | Carrera         | 2006 | 2007 | 2008 | 2009 | 2010 | 2011 | 2012  | 2013 | 2014 | 2015 | 2016 | 2017 | 2018 | 2019 |
| --------------- | --------------- | ---- | ---- | ---- | ---- | ---- | ---- | ----- | ---- | ---- | ---- | ---- | ---- | ---- | ---- |
|                 | Giro de Italia  | —    | —    | —    | —    | —    | —    | —     | —    | —    | 6.º  | —    | —    | —    | —    |
|                 | Tour de Francia | —    | —    | —    | —    | —    | —    | —     | —    | 7.º  | 70.º | —    | —    | —    | —    |
|                 | Vuelta a España | —    | —    | —    | —    | —    | —    | —     | 9.º  | —    | —    | 29.º | —    | —    | —    |
| Mundial en Ruta | Mundial en Ruta | —    | —    | —    | —    | 87.º | —    | 113.º | —    | —    | —    | —    | —    | —    | —    |

—: no participa

## Equipos
- PSK Whirlpool (2006-2010)
  - PSK Whirlpool-Hradec Kralove (2006-2007)
  - PSK Whirlpool-Author (2008-2010)
- NetApp (2011-2014)
  - Team NetApp (2011-2012)
  - Team NetApp-Endura (2013-2014)
- Team Sky (2015-2016)
- Bora-Hansgrohe (2017-2019)